# Pyszczak Joanny
Pyszczak Joanny (Labidochromis joanjohnsonae) – endemiczny gatunek słodkowodnej ryby z rodziny pielęgnicowatych (Cichlidae). Bywa hodowany w akwariach.

## Występowanie
Występuje w Afryce w Malawi tylko w jeziorze Niasa (dawniej zwane Malawi) w pobliżu skalistych miejsc wyspy Likoma na głębokości do 4 m. Sztucznie wprowadzony do nowego środowiska w pobliżu Thumbi West Island, niedaleko Parku Narodowego Malawi.

## Charakterystyka
Ciało połyskujące w niebieskawozielonym kolorze. Płetwa grzbietowa długa, ciągnie się od końca dużej głowy aż do podstawy płetwy ogonowej. Po bokach ciała oraz na płetwach grzbietowej i ogonowej widoczne są pręgi o barwie brązowej.
Gatunek terytorialny i agresywny, dorasta do 10 cm długości.

## Warunki w akwarium
| Zalecane warunki w akwarium | Zalecane warunki w akwarium |
| --------------------------- | --------------------------- |
| Zbiornik                    | duży (min. 199 l)           |
| Temperatura wody            | 24–26°C                     |
| Twardość wody               | powyżej 10                  |
| Skala pH                    | 7,0–8,5                     |
| pokarm                      | bezkręgowce, glony          |
| Uwagi                       |                             |

## Wymagania hodowlane
Agresywność samców nakazuje umieścić kryjówki z kamieni, korzeni i roślin.

## Rozmnażanie
Ikra składana po kilka sztuk i zapłodniona przez samca jest chowana do pyska samicy, gdzie przechodzi inkubację. Po około 3 tygodniach narybek zaczyna opuszczać jamę gębową samicy.